# Watamaro Bun’ya
Watamaro Bun’ya lub Watamaro Fun’ya (jap. 文室綿麻呂 Fun’ya/Bun’ya Watamaro; ur. 765, zm. 6 czerwca 823) – generał pod dowództwem sioguna Otomaro Ōtomo w okresie podbojów Ajnów na wyspie Honsiu oraz zastępca sioguna Tamuramaro Sakanoue w czasie kampanii przeciw plemionom Emishi na północnych terenach Honsiu.
Po śmierci Tamuramaro w 811 został trzecim w historii siogunem w pierwotnym znaczeniu tego tytułu - sei’i-taishōgun (jap. 征夷大将軍 dosł. ‘głównodowodzący wojsk ekspedycyjnych, przeznaczonych do podboju barbarzyńców’) w epoce Heian za panowania cesarza Sagi. Kontynuował podbój ludu Emishi, aż do całkowitego zajęcia ich terenów na wyspie Honsiu.
Po jego śmierci tytuł sioguna został nadany przez cesarza dopiero po 127 latach w 940.

## Chronologia
- 765 - urodził się jako najstarszy z trzech synów Ohara
- 794 - bierze udział w kampanii sioguna Otomaro Ōtomo
- 795 - otrzymuje niższy stopień piątej rangi
- 809 - zmienia nazwę rodu na Bun’ya/Fun’ya
- 810 - znalazł się w więzieniu, uwolniony na prośbę Tamuramaro przez cesarza Sagę
- 812 - buduje zamek Tokutan w Morioka
- 813 - po śmierci Tamuramaro kontynuuje jego dzieło jako siogun
- 813 - po kolejnej wyprawie zajmuje wszystkie tereny ludu Emishi
- 816 - zostaje dowódcą gwardii cesarskiej
- 823 - umiera w wieku 58 lat